# フアン・カレーニョ
フアン・カレーニョ・ララ（Juan Carreño Lara, 1909年8月14日 - 1940年12月16日）は、メキシコのメキシコシティ出身のサッカー選手。メキシコ代表草創期の名選手であり、オリンピックとFIFAワールドカップの両方において、メキシコ代表初のゴールを挙げた選手として知られる。

## 経歴
1925年にアトランテFCに入団。1928年のアムステルダムオリンピックに出場し、初戦のスペイン戦（オリンピスフ・スタディオン）で、0-6で迎えた後半31分に、オリンピックにおけるメキシコ代表の初ゴールを決めた（試合自体は1-7で大敗し、初戦で姿を消した）。1930年のFIFAワールドカップ第1回大会のメンバーにも選出され、初戦のフランス戦（エスタディオ・ポシトス）で、0-3で迎えた後半25分に、W杯におけるメキシコ代表の初ゴールを決めた（試合自体は1-4で敗れた）。1934年のW杯予選メンバーにも選ばれたが、無得点に終わり、チームもアメリカとの最終試合（グループ11）に2-4で敗れ、1934年イタリア大会出場は成らなかった。これが最後の代表招集となり、代表通算成績は8試合2得点という記録を残している。
クラブでは、1931-1932シーズンのプリメーラ・フエルサ制覇に貢献し、1932年・1933年と2年連続して得点王に輝いた。1933-1934シーズンにはレアル・クルブ・エスパーニャに移籍し、同シーズンのプリメーラ・フエルサ制覇に貢献した。翌1934-1935シーズンにはアトランテFCに戻り、通算13シーズンもアトランテに在籍して活躍した。
しかし虫垂炎に罹り、1940年12月16日に31歳で急死した。早過ぎる死にメキシコ国内はもとより、世界中から死を惜しむ声が相次いだと伝わる。

## 所属クラブ
- 1927-1933  アトランテFC
- 1933-1934  レアル・クルブ・エスパーニャ
- 1934-1940  アトランテFC

## タイトル

### 個人
- プリメーラ・フエルサ得点王 1932，1933

### チーム
- アトランテFC
  - プリメーラ・フエルサ 1931-1932

- レアル・クルブ・エスパーニャ
  - プリメーラ・フエルサ 1933-1934